# Wahlkreis Dresden 5 (1994–1999)
Der Wahlkreis  Dresden 5 war ein Landtagswahlkreis zu den sächsischen Landtagswahlen 1994 und 1999. Er hatte die Wahlkreisnummer 46. Das Wahlkreisgebiet umfasste 1994 das Dresdener Ortsamt Blasewitz  und den Ortsbezirk Dobritz-Süd.

## Wahl 1999
Die Landtagswahl 1999 fand am 19. September 1999 statt und hatte für den Wahlkreis Dresden 5 folgendes Ergebnis.
| Direktkandidat             | Partei          | Erststimmen in % | Zweitstimmen in % |
| -------------------------- | --------------- | ---------------- | ----------------- |
| Steffen Heitmann           | CDU             | 53,4             | 55,2              |
| Karl Nolle                 | SPD             | 11,3             | 08,7              |
| Gunild Lattmann-Kretschmer | PDS             | 25,9             | 24,0              |
| Karl-Heinz Gerstenberg     | GRÜNE           | 07,5             | 05,9              |
| Torsten Herbst             | F.D.P.          | 01,9             | 00,9              |
|                            | BüSo            |                  | 00,2              |
|                            | DSU             |                  | 00,3              |
|                            | GRAUE           |                  | 00,6              |
|                            | REP             |                  | 01,0              |
| -                          | FP Deutschlands | -                | 00,0              |
| -                          | pro DM          | -                | 01,7              |
| -                          | KPD             | -                | 00,1              |
|                            | NPD             |                  | 00,9              |
|                            | Forum           |                  | 00,2              |
| -                          | PBC             | -                | 00,2              |

Es waren 60.283 Personen wahlberechtigt. Die Wahlbeteiligung lag bei 67,9 %. Von den abgegebenen Stimmen waren 1,3 % ungültig. Als Direktkandidat wurde Steffen Heitmann (CDU) gewählt. Er erreichte 55,2 % aller gültigen Stimmen.

## Wahl 1994
Die Landtagswahl 1994 fand am 11. September 1994 statt und hatte folgendes Ergebnis für den Wahlkreis Dresden 5:
| Direktkandidat         | Partei | Erststimmen in % | Zweitstimmen in % |
| ---------------------- | ------ | ---------------- | ----------------- |
| Dieter Reinfried       | CDU    | 51,5             | 54,7              |
| Dietrich von Loh       | SPD    | 23,5             | 12,1              |
| Dieter Eube            | F.D.P. | 03,3             | 01,4              |
| Karl-Heinz Gerstenberg | GRÜNE  | 19,4             | 06,7              |
|                        | DSU    |                  | 00,5              |
| Wolfgang Schwarz       | REP    | 02,2             | 00,9              |
|                        | Forum  | -                | 00,8              |
|                        | PDS    |                  | 22,5              |
|                        | SPS    | -                | 00,5              |

Es waren 63.721 Personen wahlberechtigt. Die Wahlbeteiligung lag bei 62,7 %. Von den abgegebenen Stimmen waren 1,3 % ungültig. Als Direktkandidat wurde  Dieter Reinfried (CDU) gewählt. Er erreichte 51,5 % aller gültigen Stimmen.